# Cressy-Omencourt
Cressy-Omencourt – miejscowość i gmina we Francji, w regionie Hauts-de-France, w departamencie Somma.
Według danych na rok 1990 gminę zamieszkiwało 116 osób, a gęstość zaludnienia wynosiła 15 osób/km² (wśród 2293 gmin Pikardii Cressy-Omencourt plasuje się na 881. miejscu pod względem liczby ludności, natomiast pod względem powierzchni na miejscu 628.).